# 페이플
(주)페이플(영어: Payple Inc.)은 전자 상거래에서 이용 가능한 신용카드, 계좌이체 방식의 통합 온라인 결제 서비스를 제공하는 기업이다.
페이플에서 제공하는 결제 서비스로는 신용카드 정기결제·간편결제, 앱 카드결제(일회성 결제)와 계좌이체 정기결제·간편결제·일회성결제 등이 있다.

## 결제 서비스
페이플 결제 서비스에서 제공하는 결제수단은 신용카드와 계좌이체가 있고, 결제방식으로는 간편결제, 정기결제, URL링크결제 및 앱카드 결제가 있다.
- 비밀번호 간편결제: 소비자가 가맹점에 자신의 계좌 및 카드정보를 최초 1회 등록하고, 6자리 비밀번호를 설정하여 재결제시 비밀번호 인증을 받아 결제하는 방식
- 일회성 간편결제: 매번 카드 정보를 입력하여 결제하는 방식
- 정기결제
- URL링크결제: 페이플에서 제공하는 관리자 사이트에서 결제 링크를 생성해 결제를 받는 방식
- 앱카드 결제: 카드사에서 제공하는 앱카드로 결제하는 방식으로, 결제할 때마다 같은 프로세스로 결제